# Valuair
Valuair (code AITA : VF ; code OACI : VLU) est une compagnie aérienne à bas prix, basée à Singapour, filiale de la compagnie singapourienne Jetstar Asia Airways. Elle dessert les destinations suivantes depuis Singapour :
- Indonésie : Jakarta, Surabaya, Denpasar
- Bangladesh : Dhaka

Elle a été fondée en 2004. Depuis sa fusion avec Jetstar Asia, la compagnie a supprimé ses liaisons avec Perth, Hong Kong, Xiamen, Chengdu et Bangkok.

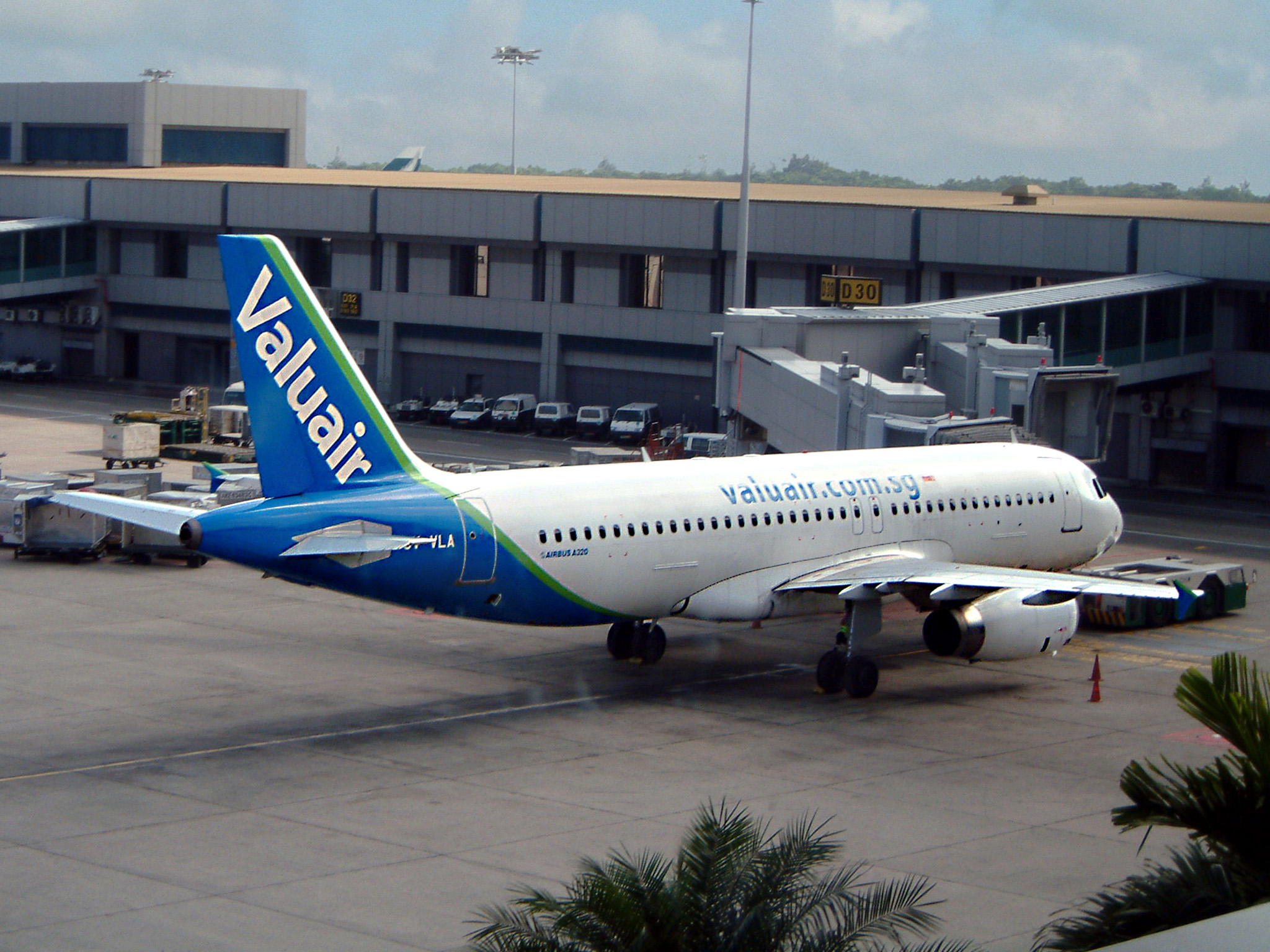
Un Airbus A320 de Valuair sur l'aéroport international Changi de Singapour

## Flotte
En janvier 2014, sa flotte est composée de :
- 19 Airbus A320-200

## Annexe